# Таверна Нуова (Пескара)
Таверна Нуова (итал. Taverna Nuova) је насеље у Италији у округу Пескара, региону Абруцо.
Према процени из 2011. у насељу је живело 21 становника. Насеље се налази на надморској висини од 213 м.